# كولاكون
كولاكون هي قرية في مقاطعة سردشت، إيران. يقدر عدد سكانها بـ 47 نسمة بحسب إحصاء 2016.